# The Rewrite
The Rewrite (prt: Argumento de Amor; bra: Virando a Página) é um filme estadunidense de comédia romântica que estrelou Hugh Grant e Marisa Tomei. O filme foi escrito e dirigido por Marc Lawrence, desenvolvido pela Castle Rock Entertainment em outubro de 2012 e filmado em Nova Iorque em abril de 2013.
The Rewrite teve uma exibição de gala no Festival Internacional de Cinema de Xangai em 15 de junho de 2014, no Reino Unido o filme estreou em 8 de outubro de 2014, nos Estados Unidos em 13 de fevereiro de 2015 e em Portugal no dia 9 de abril de 2015.

## Sinopse
Keith Michaels (Grant) é um roteirista britânico que ganhou o Óscar de Melhor Roteiro em 1998. Mas desde que ele se divorciou e faliu, começa a dar aulas de roteiro na Universidade de Binghamton no interior de Nova Iorque e se apaixona pela mãe solteira Holly Carpenter (Tomei).

## Elenco
- Hugh Grant como Keith Michaels
- Marisa Tomei como Holly Carpenter
- Bella Heathcote como Karen
- Allison Janney como Mary Weldon
- J. K. Simmons como Dr. Lerner
- Chris Elliott como Jim
- Aja Naomi King como Rosa
- Karen Pittman como Naomi Watkins
- Steven Kaplan como Clem Ronson
- Annie Q como Sara Liu
- Caroline Aaron como Ellen
- Olivia Luccardi como Chloe
- Jason Antoon como Greg Nathan
- Damaris Lewis como Maya
- Andrew Keenan-Bolger como Billy Frazier

## Produção
O filme foi escrito e dirigido por Marc Lawrence. O projecto começou a ser desenvolvido pela Castle Rock Entertainment. Em outubro de 2012, o actor Hugh Grant foi escalado para estrelar no filme. O elenco do filme foi a quarta colaboração entre Lawrence, Castle Rock, e Grant. Seus filmes anteriores foram Two Weeks Notice, Music and Lyrics, e Did You Hear About the Morgans?. Em novembro de 2012, a actriz Marisa Tomei foi escalada para actuar com Grant. Em março do ano seguinte, Bella Heathcote se juntou ao elenco. A revista Variety disse que "Este filme daria à Heathcote, alguns dos materiais mais leves, depois dos projectos sérios," se referindo aos filmes In Time e Not Fade Away. No final do mês, Allison Janney, J. K. Simmons, e Chris Elliott também se juntaram ao elenco.
As filmagens começaram em Nova Iorque em abril de 2013.

## Lançamento
A FilmNation Entertainment cuidou das vendas das distribuições de The Rewrite, noutros países. O filme teve uma exibição de gala na China, no Festival Internacional de Cinema de Xangai em 15 de junho de 2014. A distribuidora Lionsgate lançou o filme no Reino Unido em 8 de outubro de 2014. Nos Estados Unidos o filme foi exibido nos cinemas em 13 de fevereiro de 2015. Em Portugal, o filme estreou nos cinemas em 9 de abril de 2015.  No Brasil, o filme estreou nos cinemas em 25 de junho de 2015.